# ボンバーマンビクトリー
ボンバーマンビクトリー（Bomberman Victory）は、サミーが2006年5月に発売したパチスロ機（5号機）。ハドソンの人気テレビゲーム『ボンバーマンシリーズ』とのタイアップ機。販売台数は2006年9月末現在で約1万台（セガサミーホールディングスの決算発表資料による）。
いわゆる「リプパンはずし」を積極的に導入した最初の台として知られる。

## 概要
ボーナスはビッグボーナス（純増約300枚）とレギュラーボーナス（純増約48枚）の2種類。ボーナス終了後はリプレイタイム（RT）に突入し、RTは「3000G消化」「ボーナス成立」「チェリー（ボム役、3種類存在する）入賞」のいずれかで終了する。
同機種の最大のポイントは「ステップナビ」と呼ばれる小役の告知方法。これはレバーONと同時に台の左右に設けられている告知ランプが全点灯し、リールのストップボタンを押すごとにランプの一部が消灯して役が絞り込まれるもの。通常時はリプレイ・ベル・スイカ・チェリーのどれが成立しているかを告知するのみだが、ボーナス終了後のRT中は、ボーナス中に貯めることのできる「ナビポイント」が残っている限りにおいて、3種類あるチェリーのうちどれが成立しているかを告知してくれるので（正確にはチェリー以外の小役との2択だが、リールの停止形からどちらの役が成立しているかは容易に判別できる）、チェリーが成立している場合はそのチェリーを避けて目押しすることでRTのパンクを防ぐことができる。
なおナビポイントが残っている状態で誤ってチェリーを入賞させてしまいRTがパンクした場合、残ったナビポイントは次回ボーナス終了後のRTに引き継がれるが、設定変更等で台がリセットされた場合はナビポイントは消滅する。これを利用し、閉店直前にわざとナビポイントを残した状態でRTをパンクさせ、次の日の開店後最初のボーナスで貯められたナビポイント以上にチェリーの種別告知が行われるかどうかで設定変更が行われたかどうか判別するという方法も存在する。
本機種以前にも「キューティーハニー」（エレコ・アルゼ）、「ナースウィッチ小麦ちゃんマジカルて」（JPS）といった機種でRTのパンクを防ぐ方法は存在したが、RTのパンクを防ぐ機構として小役の成立役告知等を組み合わせたほか、小冊子等で積極的にRTのパンクを防ぐ打法を告知したのは本機種が初めてであり、そのことから業界では「リプパンはずし」という言葉を生んだ台として認識されている。
このリプパンはずしにより比較的機械割が低かった5号機で110%を超えるスペックを実現させ注目されたものの、複雑な打ち方が受けいれられなかったこともあり、ヒットまでには及ばなかった。しかしこのリプパンはずしをもっと単純にした「スパイダーマン2」や「リングにかけろ1」などがヒットを飛ばし、以降5号機のハイスペック機が多く登場していくこととなる。
作曲はボンバーマンシリーズの楽曲でお馴染みの竹間淳が一部担当。